# Kate Green
Katherine Anne Green (født 2. maj 1960) er en britisk politiker for Labour Party, der har fungeret som medlem af parlamentet (MP) for Stretford og Urmston siden 2010.